# Buibui cyrtata
Buibui cyrtata är en spindelart som beskrevs av Griswold 200. Buibui cyrtata ingår i släktet Buibui och familjen Cyatholipidae.
Artens utbredningsområde är Kongo. Inga underarter finns listade.